# Kuřimka
Kuřimka je potok v Jihomoravském kraji protékající okresy Blansko, Brno-venkov a Brno-město, levý přítok Svratky.

## Průběh toku

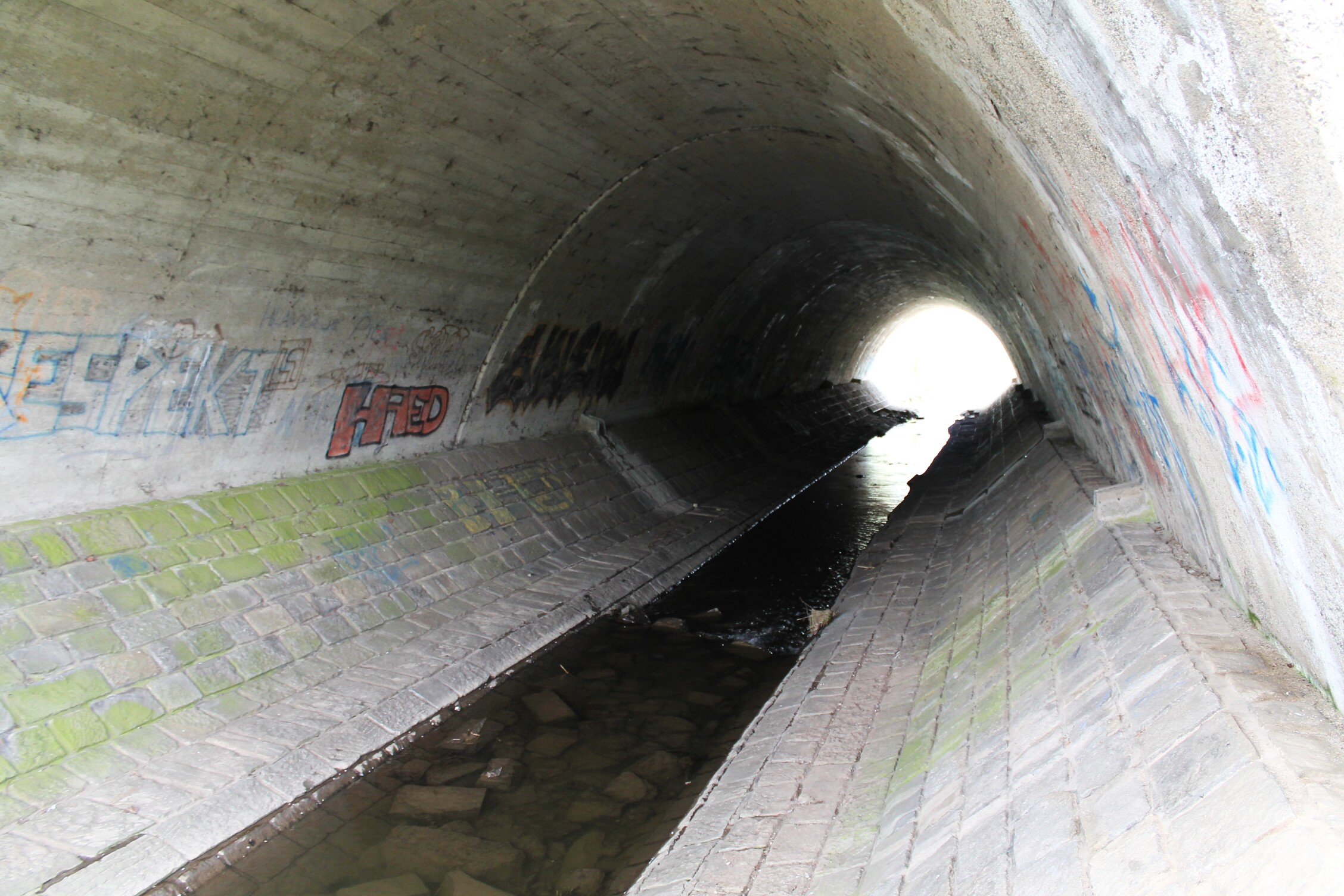
Kuřimka podtékající těleso mostu nedokončené dálnice Vídeň–Vratislav

Pramení na západním okraji Drahanské vrchoviny na území Svinošic, v nadmořské výšce 451 m. Teče nejprve na sever, ale brzy se obrací na západ a pak na jihozápad. Sbírá přítoky ze Svinošic a Lipůvky, pak protéká městem Kuřim, po němž je pojmenována, a Moravskými Knínicemi. Za nimi se prolamuje do Boskovické brázdy, protéká Chudčicemi a na území Brna (Bystrc, Kníničky) se vlévá do Svratky na začátku vzdutí Brněnské přehrady.
Podél toku vede část silnic II/379 a II/386. V úseku z Kuřimi do Chudčic byla podél Kuřimky vybudována železniční trať Kuřim – Veverská Bítýška, později zrušená.